# Jeon Ji-yoon
Jeon Ji Yoon (en hangul, 전지윤; Suwon, Gyeonggi, 15 de octubre de 1990) es una cantante, bailarina y rapera surcoreana. Fue miembro del grupo 4Minute, formado por Cube Entertainment, desde 2009 hasta 2016.

## Biografía
Jeon Ji Yoon nació el 15 de octubre de 1990 en Suwon, Gyeonggi, Corea del Sur. Se graduó de la secundaria Byeongjeom y asistió a la universidad Kyung Hee, especializándose en 'Música Postmoderna'.

## Carrera

### 4Minute
Cube Entertainment anunció que Ji Yoon  iba a ser miembro del grupo 4Minute en mayo de 2009, junto con Ga Yoon y So Hyun. Cube Entertainment lanzó un teaser para su primer sencillo "Hot Issue" el 10 de junio, sin embargo el sencillo salió a la venta el 18 de junio. Luego de su lanzamiento el grupo promocionó la canción durante la mitad del mes de agosto.
A finales de agosto, 4Minute lanzó un EP llamado "For Muzik" seguido de su segundo sencillo "Muzik". 4Minute ganó un premio Mutizen y un premio Mnet por su segundo sencillo. Su tercer sencillo "What A Girl Wants" fue lanzado casi de inmediato después de lanzar su mini-álbum.
Luego de terminar su periodo promocional, el grupo lanzó un nuevo mini-álbum llamado "HuH (Hit Your Heart) para su regreso el 19 de mayo de 2010. Luego de un año, el grupo hizo el lanzamiento de su primer álbum completamente en coreano, que tiene por nombre 4MINUTES LEFT; este y sus dos singles mantuvieron sus posiciones en el top 10 de muchos Charts de tiempo real coreanos. Luego de la promoción de su primer álbum, el grupo se centró en sus actividades japonesas.
Luego de más de un año de inactividad, el grupo comenzó rápidamente a anticipar su regreso para el 9 de abril, con su tercer miniálbum "Volume Up". 4Minute logró alcanzar el #1 tres veces en shows musicales, dos veces en Show Champion y una vez en M! Countdown

### Actividades como solista
El 15 de octubre de 2009 colaboró con el artista Woo Yi Kyung en su álbum Look At Me con la canción "Look At Me".
El 13 de abril de 2010, también colaboró con la artista Lee Hyori en su cuarto álbum "H-Logic" con la canción "Bring It Back" junto con Bekah de  After School
Ella cantó en el soundtrack del dorama My princess con la canción "Oasis"; esta fue lanzada el 7 de febrero de 2011.
También colaboró en el álbum de  Hyuna "Bubble Pop!" con la canción "Downtown". El álbum fue lanzado el 5 de julio de 2011.
Previamente era conocida por su tendencia al pelo corto y los anteojos grandes, los medios coreanos notaron la transformación de pelo largo en septiembre, y calificaron este nuevo look como "sexy e inocente"
El 22 de diciembre de ese año, representantes de Cube Entertainment revelaron el  debut de una segunda subunidad del grupo, la cual sería formada por ella y Ga Yoon. La compañía decidió llamarles "Double Yoon".
Jenyer
Con su nuevo nombre internacional Jeon Ji yoon es ahora llamada Jenyer, lanza su canción "I do" en 1 de noviembre de 2016 y "Magnet" en 10 de noviembre de 2016. El 11 de septiembre de 2017 Jenyer lanza su sencillo "Hello". En febrero de 2018 sale su sencillo "Because" en las plataformas Itunes y Spotify.

## Discografía

### Apariciones en Soundtrack y solos
| Año  | Título      | Canción                     | Duración | Artista                 |
| ---- | ----------- | --------------------------- | -------- | ----------------------- |
| 2009 | Look At Me  | "Look At Me"                | 03:50    | Dueto con Woo Yi Kyung  |
| 2010 | H-Logic     | "Bring It Back"             | 03:15    | Dueto con Hyori & Bekah |
| 2011 | My Princess | "Oasis"                     | 02:46    | Solo                    |
| 2011 | Bubble Pop! | "Downtown"                  | 03:24    | Dueto con Hyuna         |
| 2012 | Ottogi      | "Ottogi"                    | 03:13    | Dueto con Sol Bi        |
| 2012 | Ottogi      | "Ottogi" (Latin House Ver.) | 04:06    | Dueto con Sol Bi        |

## Filmografía

### Programas de televisión
| Año  | Título              | Rol                              |
| ---- | ------------------- | -------------------------------- |
| 2011 | Immortal Song 2     | Participante                     |
| 2013 | Hello Counselor     | Invitado, Ep. 109                |
| 2015 | Unpretty Rapstar 2  | Participante                     |
| 2017 | King of Mask Singer | Participante como "Claw Machine" |

### Teatro
| Año       | Título             | Rol     |
| --------- | ------------------ | ------- |
| 2012–2013 | My Love by My Side | Bok Hee |